# الهجوم على مبنى المباحث العامة في الزلفي
الهجوم على مبنى المباحث العامة في الزلفي هي محاولة فاشلة قامت بها خلية تنتمي لداعش لاقتحام مبنى المباحث العامة في الزلفي في 21 أبريل 2019، عند الساعة 9:49 بتوقيت السعودية. وتصدت قوات المباحث العامة للمهاجمين، ما أسفر عن مقتلهم جميعاً وعددهم أربعة إرهابيين، فيما أصيب ثلاثة من رجال الأمن بإصابات طفيفة.